# Cells at Work!
Cells at Work! (はたらく細胞 Hataraku Saibō?), es una serie de manga japonesa escrita e ilustrada por Akane Shimizu. Presenta las células antropomorfizadas de un cuerpo humano, siendo los dos protagonistas principales un glóbulo rojo y un glóbulo blanco con el que se encuentra con frecuencia. El manga se serializó en la revista de manga shōnen de Kōdansha, Monthly Shōnen Sirius, a partir de marzo de 2015. Tiene licencia en Norteamérica de Kodansha USA. Una adaptación de la serie de televisión de anime de David Production debutó del 8 de julio al 29 de septiembre de 2018. Una segunda temporada se estrenó en enero de 2021.
La serie también ha generado varios manga derivados, incluyendo Cells at Work! Code Black, publicado entre 2018 y 2021 y adaptado a anime. Una película en imagen real se estrenó el 14 de diciembre de 2024, producida por Kōdansha y Flag Pictures y protagonizada por Mei Nagano y Takeru Satō.

## Sinopsis
La historia tiene lugar dentro del cuerpo humano, donde billones de células antropomórficas realizan sus funciones biológicas para mantener el cuerpo saludable. La serie se centra principalmente en dos de esas células; un glóbulo rojo novato, AE3803, que suele perderse en los repartos, y un implacable glóbulo blanco, U-1146, que lucha contra los gérmenes que invaden el cuerpo.

## Personajes

### Células corporales
Eritrocito/glóbulo rojo (AE3803) (赤血球 Sekkekkyū?)
 Seiyū: Kana Hanazawa
Un glóbulo rojo que acaba de comenzar su trabajo, entregando oxígeno, dióxido de carbono y diferentes nutrientes en todo el cuerpo. Ella conoce a Neutrófilo cuando él la salva de una bacteria neumocócica atacante. Es torpe y se pierde a menudo, pero está decidida a rendir al máximo de su capacidad. Más tarde se reveló que ella se había encontrado con Neutrófilo cuando eran más jóvenes, después de que él la salvó de una bacteria. 
Neutrófilo (好中球 Kōchūkyū?)/glóbulo blanco (U-1146) (白血球 Hakkekkyū?)
 Seiyū: Tomoaki Maeno
Un tipo de glóbulo blanco, cuyo trabajo es eliminar los patógenos que infectan el cuerpo. A pesar de su despiadada ocupación, es bastante blando y gentil. Cuando todavía estaba en la escuela cuando era una célula joven, salvó a AE3803 de una bacteria después de que ella se perdió en un ejercicio de entrenamiento.
Macrófago (マクロファージ Makurofāji?)
 Seiyū: Kikuko Inoue
Un tipo de glóbulo blanco. Ella y su especie aparecen como criadas encantadoras con grandes vestidos, armadas con una variedad de armas grandes para combatir diversos patógenos invasivos, y a menudo se muestran sonriendo alegremente incluso en medio del combate. Mientras están dentro de los vasos sanguíneos, ella y su especie asumen el papel de Monocito y usan trajes de materiales peligrosos sobre sus vestidos.
Célula T asesina (キラーT細胞 Kirā Tī Saibō?)
 Seiyū: Daisuke Ono
Un tipo de glóbulo blanco que reconoce y mata varias materias extrañas y células no saludables. Es agresivo, arrogante y ruidoso, y disfruta brutalmente matando patógenos y células no saludables. Especialmente desprecia los glóbulos blancos que forman relaciones con los glóbulos no blancos, como la estrecha amistad de Neutrófilo con los glóbulos rojos. Es el sargento de las células T asesinas y es un duro maestro para sus alumnos, las células T ingenuas. Tiene relaciones negativas con las células T auxiliares y células NK, siendo el primero su superior en la División Asesinos T. En su juventud, se lo consideraba débil como el resto de las células T jóvenes, solo podía sobrevivir y completar el entrenamiento con la ayuda de las células T auxiliares, que al menos lo hacía más fuerte.
Plaquetas (血小板 Kesshōban?)
 Seiyū: Maria Naganawa
Un tipo de célula responsable de reconstruir el cuerpo después de varias lesiones. Se representan como niñas, debido al tamaño de las mismas y a su corto tiempo de vida (8 y 11 días de media), y actúan como equipo de construcción y reparación dentro del cuerpo. Una plaqueta sirve como su líder y ella aparece más prominentemente en el programa. En la segunda temporada también se destaca "Gorra hacia atrás", una plaqueta más desconfiada de sí misma, que logra mejorar gracias al apoyo del Neutrófilo U-1146.
Célula T auxiliar (ヘルパーT細胞 Herupā Tī Saibō?)
 Seiyū: Takahiro Sakurai
Un tipo de célula T que determina la estrategia y los cursos de acción para tratar con invasores extranjeros. Es el comandante principal de las células T asesinas y tiene una disposición intelectual y fluida, lo que lo pone en una gran situación con el serio y duro célula T asesina, a pesar de haber recibido entrenamiento de célula T junto con él.
Célula T reguladora (制御性T細胞 Seigyosei Tī Saibō?)
 Seiyū: Saori Hayami
Un tipo de célula T que media y regula la función correcta y la magnitud de las respuestas inmunológicas. Por lo general, actúa como secretaria de las células T auxiliares, aunque es capaz de luchar cuando es necesario. Ella pasó por el entrenamiento de células T junto con célula T asesina y célula T auxiliar.
Célula T Inmadura (ナイーブT細胞 Naību T saibō?)
 Seiyū: Mutsumi Tamura
Una célula T inmadura que está demasiado asustada para luchar contra los invasores del cuerpo, hasta que la célula dendrítica lo ayuda a convertirse en la célula T efectora.
Célula T efectora (エフェクターT細胞 Efekutā T saibō?)
 Seiyū: Kenji Nomura
Una célula T grande, musculosa y poderosa en la cual se transformó la célula T inmadura. Su diseño y gestos son una parodia de los diversos protagonistas de JoJo's Bizarre Adventure.
Eosinófilo (好酸球 Kōsankyū?)
 Seiyū: Mao Ichimichi
Un tipo de glóbulo blanco que está familiarizado con U-1146 ya que ambos crecieron en la misma médula ósea. Se siente inferior a las otras células inmunitarias debido a su incapacidad para luchar contra las bacterias, pero muestra su verdadero valor al matar a un parásito Anisakis cuando las otras células no pudieron. Ella lleva un gran bidente como su arma de elección.
Célula dendrítica (樹状細胞 Jujō Saibō?)
 Seiyū: Nobuhiko Okamoto
Representado como un mensajero estacionado dentro de un centro de llamadas que se asemeja a un árbol. Él puede estimular las células T ingenuas y convertirlas en células T efectoras.
Célula de memoria (記憶細胞 Kioku Saibō?)
Seiyū: Yuichi Nakamura
Una célula paranoica y neurótica cuyo trabajo es recordar las infecciones y alergias pasadas para que el sistema inmunológico pueda estar listo para ellas. Sin embargo, él es desorbitado y le es difícil ordenar sus recuerdos.
Mastocito (マスト細胞 Masuto Saibō?)
 Seiyū: Ayako Kawasumi
Una célula cuyo trabajo es monitorear y liberar histamina en respuesta a reacciones alérgicas e inflamatorias. Ella siempre sigue las instrucciones de su libro sin importar la situación y no es popular debido a su falta de consideración de lo que sus acciones le hacen a las otras células.
Glóbulo Rojo Mayor (AA5100) (先輩赤血球 Senpai Sekkekkyū?)
 Seiyū: Aya Endo
Un glóbulo rojo más viejo que a veces guía y enseña a AE3803 cómo hacer su trabajo.
Glóbulo Rojo Junior (NT4201) (後輩 赤血 球 Kohai Sekkekkyū?)
 Seiyū: Yui Ishikawa
Un glóbulo rojo joven pero demasiado serio que se convierte en estudiante de AE3803.
Célula B (B細胞 Bī Saibō?)
 Seiyū: Shōya Chiba
Un glóbulo blanco que porta un arma que dispara anticuerpos. A menudo se molesta por no recibir tanto crédito como las células T asesinas. También tiene una relación antagónica con Mastocito, ya que sus funciones combinadas solo causan un desastre para las otras células.
Basófilo (好塩基球 Kōenkikyū?)
 Seiyū: Tomokazu Sugita
Un personaje misterioso y poético cuya ocupación real es desconocida, que aparece durante una infección parasitaria para hacer comentarios crípticos sobre los acontecimientos que se desarrollan.
Célula NK (NK細胞 NK Saibō?)
 Seiyū: Toa Yukinari
Ella patrulla todo el cuerpo en busca de células cancerosas o virus. Tiene una naturaleza confiada, y a veces está en desacuerdo con T killer.
Célula cancerosa (がん細胞 Gan Saibō?)
 Seiyū: Akira Ishida
Una célula ordinaria que nació con una grave mutación debido a un error genético. Los leucocitos intentaron eliminarlo debido al peligro potencial que suponía, pero logró escapar y comenzó a multiplicarse masivamente y a robar nutrientes para extenderse por todo el cuerpo y formar una metástasis. Afortunadamente, su plan fue descubierto a tiempo por los glóbulos blancos y pudo ser detenido y eliminado.

Célula normal (正常細胞 Seijō Saibō?)
 Seiyū: Yusuke Kobayashi
Son las que viven en los diferentes tejidos cumpliendo varias funciones. Son visitadas por los eritrocitos quienes les otorgan el oxígeno (en forma de tubos dentro de una caja) y los nutrientes (en forma de comida) y retiran el Dióxido de carbono (con la misma presentación que el oxígeno). Algunas células vigilan su propio proceso de Mitosis (representada por un clon dentro de una incubadora). Todos visten pantalones celestes y una remera blanca con la leyenda célula (細胞 Saibō?). En la segunda temporada, una célula cobra notoriedad por encontrar y proteger crias de Bacterias lácticas, ayudada por el Neutrófilo U1146.

Megacariocito (巨核球 Kyokakukyū?)
Es la productora e instructora de las plaquetas. Tiene una actitud bastante ruda pero orgullosa de sus hijas a quienes premia con medallas si hacen un buen trabajo. Viste igual que las plaquetas pero su apariencia es la de una mujer fornida con dientes de tiburon, además siempre va cargando uno o dos bebés plaquetas.
Narrador (ナレーション Narēshon?)
 Seiyū: Mamiko Noto

### Células no corporales
Neumococo (肺炎球菌 Haienkyūkin?)
 Seiyū: Hiroyuki Yoshino
Bacteria cuyo objetivo es llegar hasta las vías respiratorias para forman una infección conocida como neumonía. Aparecen a menudo, y no les importa atacar a los glóbulos rojos con tal de arrebatarles los nutrientes que transportan, aunque suelen ser derrotados por los glóbulos blancos.
Staphylococcus aureus (黄色ブドウ球菌 Ōshoku Budō Kyūkin?)
 Seiyū: Mai Nakahara
Una bacteria de apariencia femenina y dorada que puede provocar diversas enfermedades. Penetró en el cuerpo humano a través de una herida liderando a todo un ejército de diversas bacterias. Aunque sabía bastante acerca de los glóbulos blancos, fue finalmente vencida por ellos debido a que las plaquetas cerraron la herida por la que accedió y por tanto no pudo pedir refuerzos para seguir luchando.
Campylobacter (カンピロバクター Kanpirobakutā?)
 Seiyū: Taki Kobayashi
Una de las muchas bacterias que a menudo infectan el cuerpo. Aparece representada como un monstruo retorcido y similar en un extremo a un tiburón.
Streptococcus pyogenes (化膿レンサ球菌 Kanōrensakyūkin?)
 Seiyū: Masaya Matsukaze
Una de las muchas bacterias que a menudo infectan el cuerpo. Aparece representada como un ser humanoide con un gran apéndice similar a una cadena de cuchillas.
Bacteria (細菌 Saikin?)
 Seiyū: Jun Fukushima
Virus Influenza A
Una familia mucho más poderosa y temible del virus de la gripe. Las células infectadas por él no pueden ser vencidas por la mayoría de los glóbulos blancos, por lo que supone una amenaza mayor.
Virus Influenza B
También llamado virus de la gripe. Un virus que infecta células y las vuelve hostiles, causando en el proceso efectos tales como aumento de la temperatura, malestar y estornudos. Se muestra como un organismo abstracto, similar a una esfera roja con protuberancias que se coloca sobre las cabezas de las células convirtiéndolas en "zombies".
Vibrio (腸炎ビブリオ Chōen Biburio?)
 Seiyū: Itaru Yamamoto
Gran bacteria de origen marino presente en el marisco y capaz de provocar gastroenteritis. Varias de ellas atravesaron la pared estomacal, pero pudieron ser derrotadas por los neutrófilos.
Anisakis (アニサキス?)
Un parásito de origen marino que se puede encontrar en la carne del pescado. Aparece representado como un gran ser blanco y alargado similar a una morena. Penetró la pared estomacal, provocando dolor y náuseas y resultando ser un adversario demasiado duro para los neutrófilos, pero fue vencido por la eosinófilo.
Polen de cedro (スギ花粉 Sugi Kafun?)
 Seiyū: Kazuyuki Okitsu
Alérgeno del cedro japonés que entra en el cuerpo cada primavera a través de las vías respiratorias. Aunque termina allí de forma accidental, los glóbulos blancos deben matarlo debido a que causa reacciones alérgicas, por lo que resulta problemático. Aparece representado como una gran masa amarilla vagamente humanoide que solamente sabe decir "cedro".
Pseudomonas (緑膿菌 Ryokunōkin?)
 Seiyū: Riki Kitazawa
Bacteria oportunista capaz de provocar diversas infecciones. Aparece representado como un monstruo verdoso con tentáculos y un solo ojo enorme. A menudo se le puede ver entre otras bacterias. Uno de ellos atacó a los protagonistas en la médula ósea cuando solamente eran un eritroblasto y un mielocito.

## Medios de comunicación

### Manga
El manga se lanzó en la revista de manga shōnen de Kōdansha Monthly Shōnen Sirius en marzo de 2015. Kodansha ha reunido el manga en cinco volúmenes tankōbon hasta agosto de 2017. El manga recibió un spin-off en la edición de mayo de 2017 de Nakayoshi llamada Hataraku Saikin (はたらく細菌; "Bacterias en el trabajo") de Haruyuki Yoshida, que sigue la vida de las bacterias buenas y malas en los intestinos. Otro spin-off titulado Hatarakanai Saibō (はたらかない細胞; "Células que no funcionan") de Moe Sugimoto, sobre glóbulos rojos inmaduros (eritroblastos) que no quieren trabajar, se lanzó en la edición de septiembre de 2017 de Monthly Shōnen Sirius. El manga recibió otro spin-off titulado Hataraku Saibō Black (はたらく細胞 BLACK), ambientado en un entorno "negro" de un cuerpo humano que sufre un estilo de vida poco saludable, que se ejecuta en Weekly Morning desde el 7 de junio de 2018. Está escrito por Shigemitsu Harada, con ilustraciones de Issei Hatsuyoshi y supervisión de Shimizu. El manga recibió otro spin-off titulado Hataraku Saibō Friend, que se centra en una célula T asesina que normalmente es estricto consigo mismo y con los demás, pero quiere divertirse durante su tiempo libre. También quiere hacer amigos, pero no quiere arruinar su reputación. La serie comenzó a ejecutarse en Bessatsu Friend el 12 de enero de 2019. Está escrita por Kanna Kurono e ilustrada por Mio Izumi. Otra serie derivada centrada en los personajes plaquetarios, titulada Hataraku Kesshōban-chan (はたらく血小板ちゃん, Plaquetas en el trabajo) escrita por Kanna Kurono e ilustrada por Mio Izumi, comenzó la serialización en la edición de junio de Monthly Shonen Sirius que se lanzó el 25 de mayo de 2019.
¡Kodansha USA anunció que había licenciado Cells at Work! en América del Norte el 21 de marzo de 2016. El manga también tiene licencia en Taiwán por Tong Li Publishing. ¡Kodansha USA también anunció que ha licenciado Células en el trabajo! Código negro.

### Anime
En enero de 2018 se anunció una adaptación de la serie de televisión de anime. Está dirigida por Kenichi Suzuki y animada por David Production, con guiones escritos por Suzuki y Yūko Kakihara, y diseños de personajes de Takahiko Yoshida. La música de la serie está compuesta por Kenichirō Suehiro y MAYUKO. La serie de anime se estrenó el 8 de julio de 2018 en Tokyo MX y otros canales. La serie duró 13 episodios. Aniplex of America autorizó la serie en Norteamérica y la transmitió simultáneamente en Crunchyroll. Madman Entertainment simuló a Australia y Nueva Zelanda en AnimeLab, mientras que Animax Asia transmitió simultáneamente la serie para la región del sudeste asiático. MVM Entertainment adquirió la serie para su distribución en el Reino Unido e Irlanda. El tema de apertura es "¡Misión! La salud es lo primero" (ミッション！ 健・康・第・イチ, Mission! Ken - Kō - Dai - Ichi) de Kana Hanazawa, Tomoaki Maeno, Daisuke Ono y Kikuko Inoue en japonés y Cherami Leigh, Billy Kametz, Robbie Daymond y Laura Post en inglés, mientras que el tema final es "CheerS" de ClariS. Un episodio especial se estrenó el 27 de diciembre de 2018. Aniplex of America lanzó el doblaje en inglés el 27 de agosto de 2019.
El 23 de marzo de 2019, la cuenta oficial de Twitter anunció que la serie recibirá una segunda temporada. La temporada se estrenó en enero de 2021. El personal principal de David Production regresó para producir la segunda temporada, con la excepción de que el director Kenichi Suzuki fue reemplazado por el director Hirofumi Ogura.

#### Hataraku Saibō Black
Cells at Work! Code Black (はたらく細胞ＢＬＡＣＫ Hataraku Saibō Burakku?) es un Spin off ambientado en un cuerpo humano menos saludable. Basado en el manga homónimo descrito con anterioridad, se estrenó en simultáneo con la segunda temporada de la serie original en enero de 2021. Los papeles protagónicos son de Junya Enoki (como el Eritrocito AA2153) y Yōko Hikasa (como la Neutrófila U1196).

### Obra de teatro
En la edición de agosto de la revista Monthly Shōnen Sirius de Kōdansha se anunció una adaptación de una obra de teatro titulada Tainai Katsugeki Hataraku Saibō (体内活劇「はたらく細胞」?). La obra se llevó a cabo en el Teatro 1010 de Tokio del 16 al 25 de noviembre de 2018. La obra, dirigida por Tsuyoshi Kida, estuvo protagonizada por Masanari Wada como U-1146 y Kanon Nanaki como AE3803, mientras que Keita Kawajiri escribió el guion de la obra. La última actuación también se distribuyó en directo.

### Imagen real
Kodansha y Flag Pictures anunciaron una adaptación cinematográfica de acción real el 20 de marzo de 2023. Fue dirigida por Hideki Takeuchi y el guion escrito por Yuichi Tokunaga, protagonizada por Mei Nagano y Takeru Satō como AE3803 y U-1146, respectivamente. La película se estrenó el 13 de diciembre de 2024.

## Recepción
Rebecca Silverman de Anime News Network destacó el aspecto educativo del manga a pesar de las fallas en la presentación de información, y finalmente encontró el manga entretenido con personajes agradables. Sean Gaffney de Manga Bookshelf lo llamó un "manga de acción shonen muy divertido", complementando la ridiculez y el humor del manga. Ian Wolf, de Anime UK News, le dio al británico Blu-Ray un puntaje de 9 sobre 10, y describió el programa como el más sangriento de la televisión, porque muchos de los personajes son células sanguíneas y, por lo tanto, significa que contiene más sangre. que espectáculos que muestran mucha violencia.
El 2016 Kono Manga ga Sugoi! la guía enumeraba el manga como el séptimo mejor manga para lectores masculinos. Paul Gravett incluyó el manga en su lista de "Los 22 mejores cómics, novelas gráficas y manga" de octubre de 2016. A julio de 2017, el manga tenía más de 1.3 millones de copias impresas. El manga tenía más de 1.5 millones de copias impresas, a partir de enero de 2018.
El Dr. Satoru Otsuka, becario postdoctoral en el departamento de neurooncología molecular de la Facultad de Medicina de la Universidad Emory en Atlanta, Georgia, elogió la "representación de la serie de células cancerosas durante el séptimo episodio" de la serie. Los maestros de biología de una escuela secundaria afiliada a la Universidad Suroeste de China quedaron tan impresionados con la precisión de la serie que la asignaron como tarea para sus alumnos.